# Libor Koval
Libor Koval (2. dubna 1930 Praha – 28. prosince 2003 Freiburg im Breisgau) byl český katolický kněz, básník a teolog.

## Život
Narodil se v Praze, vyrůstal v moravskoslezském Frýdku, kde absolvoval reálné gymnázium. V roce 1941 vstoupil do aspirantátu salesiánského ústavu v Ořechově na Slovácku. Zde také zažil přepad kláštera státní bezpečností v rámci Akce K v dubnu 1950. Poté začal pracovat jako valcíř v železárnách ve Frýdku a následně byl přijat na Filozofickou fakultu Univerzity Palackého v Olomouci (obor ruština a srovnávací jazykověda), v roce 1955 promoval. Pracoval pak v jazykovědném pracovišti ČSAV. Byl však jako politicky nespolehlivý propuštěn a uvězněn. Po propuštění pracoval jako dělník a technický překladatel.
Dne 19. srpna 1968 vycestoval jako člen Kühnova smíšeného sboru do Itálie. Po okupaci Československa v následujících dnech se rozhodl zůstat v exilu. Krátce žil ve Vídni a v roce 1969 začal studovat teologii na Gregoriánské univerzitě a Orientálním ústavu v Římě. Dne 29. května 1975 přijal kněžské svěcení z rukou papeže Pavla VI. Jeho kněžským působištěm byla pastorace univerzitních studentů v německém Freiburgu, později zde působil jako duchovní správce pro Čechy a Ukrajince.
Od šedesátých let se začal věnovat literatuře. Ve vlasti publikoval pouze časopisecky (v časopise Plamen). V exilu jako básník debutoval v roce 1979 sbírkou „Kon/tra/texty“. V roce 1980 vydal v Curychu „Písně moudrého blázna“ a v Mnichově „Kryliády“ (parafráze na básně Karla Kryla). O pět let později vyšlo v česko-německém vydání sbírka Dvanáct listů z kalendáře. Zájem o východní kultury se v jeho tvorbě projevil ve sbírce Květy staré Koreje (Rozmluvy Londýn 1987). V listopadu 1990 vyšla (už v Československu) sbírka „Moravské Madony“.